# Paul Di Bella
Paul Di Bella (* 12. Februar 1977 in Ingham, Queensland) ist ein ehemaliger australischer Sprinter.
Er war Teilnehmer an den Olympischen Spielen 2000 in Sydney. Er qualifizierte sich mit der australischen 4-mal-100-Meter-Staffel für das Halbfinale, die dort jedoch wegen eines Wechselfehlers ausschied. Im 100-Meter-Lauf scheiterte Di Bella bereits in der Vorrunde.
Den größten Erfolg seiner Karriere feierte er mit dem Gewinn der Bronzemedaille in der 4-mal-100-Meter-Staffel bei den Leichtathletik-Weltmeisterschaften 2001 in Edmonton. Das australische Quartett Matt Shirvington, Paul Di Bella, Steve Brimacombe und Adam Basil hatte mit einer Zeit von 38,83 s das Ziel zwar nur auf dem vierten Platz erreicht. Durch die nachträgliche Disqualifikation der US-amerikanischen Staffel wegen eines Dopingvergehens ihres Läufers Tim Montgomery rückten die Australier in der Wertung um einen Rang auf.
Eine weitere Bronzemedaille in der Staffel gewann Di Bella bei den Commonwealth Games 2002 in Manchester. Nachdem er bei den Leichtathletik-Weltmeisterschaften 2003 in Paris schon in der Halbfinalrunde ausgeschieden war, erreichte er bei den Olympischen Spielen 2004 in Athen den sechsten Platz in der 4-mal-100-Meter-Staffel.
Paul Di Bella hatte bei einer Körpergröße von 1,78 m ein Wettkampfgewicht von 68 kg.

## Bestleistung
- 100 m: 10,26 s, 24. März 2001, Brisbane
- 200 m: 20,66 s, 25. März 2001, Brisbane